# El legado de Darwin: qué significa hoy la evolución
El legado de Darwin: qué significa hoy la evolución es la traducción de la obra inglesa Darwin’s Legacy: What Evolution Means Today, escrito por el filósofo de la ciencia John Dupré. El libro se centra en las principales consecuencias de la teoría de la evolución, y, aunque escrito en tono divulgativo, en él el autor toma partido en temas como el de la compatibilidad entre ciencia y religión o el debate entre biología y cultura. El libro se publicó por primera vez en el 2003 y su traducción al español se hizo en 2006 por Katz Editores.

## Descripción del libro
El libro aborda las consecuencias de la teoría de la evolución partiendo de una exposición de la misma para centrarse después en diversos aspectos objeto de controversia en la que ésta tiene un impacto relevante.  Consta de ocho capítulos (Introducción, ¿Qué es la teoría de la evolución?, ¿Para qué sirve la teoría de la evolución?, Los orígenes de lo Humano y la declinación del teísmo, Humanos y otros animales, La naturaleza humana, Raza y género, Conclusión).

## La relación entre ciencia y religión a la luz de la teoría de la evolución
Dupré no ve posible la conciliación entre ciencia y religión, como hacen autores como Stephen Jay Gould o Michael Ruse, salvo que se diera una condición inexistente hasta ahora: “que la religión no reclamase para sí la verdad de cómo ocurren las cosas”. Desde esta cautela debemos admitir la necesaria cooperación entre los elementos biológicos, psicológicos, ambientales y culturales de la evolución, en contra del reduccionismo defendido por la psicología evolutiva. Para Dupré, el concepto clave de la teoría de la evolución es la selección natural, que explica cómo los rasgos de mayor aptitud se hacen dominantes para una especie en el proceso de adaptación al medio natural. Sin embargo, aun aceptando este concepto, hoy siguen existiendo controversias que probarían que la teoría está viva.
En primer lugar, la selección natural está limitada en cuanto a su poder de producir resultados adaptativos óptimos, lo que sugiere la necesidad de buscar otros procesos complementarios (como la tendencia a la autoorganización propuesta por Stuart Alan Kauffman), para explicar satisfactoriamente la evolución. En segundo lugar, es polémico el nivel en el que se produce la selección natural. Aquí la hipótesis más acorde a los conocimientos actuales es la que postula una selección simultánea a muchos niveles, si bien también la posición más radical representada por la Teoría Sistémica del desarrollo –TSM-, que exige considerar el ciclo completo de desarrollo como unidad de selección, va ganando partidarios. Finalmente, existe una polémica abierta sobre el ritmo de la evolución, que enfrenta a partidarios de una interpretación discontinua –con cambios rápidos en poco tiempo- frente a los defensores de una evolución gradual.
Dupré es también cauto sobre las propuestas que buscan la causa de la selección de un rasgo a partir de su función. Su prevención se basa en tres argumentos. En primer lugar, la capacidad explicativa de una teoría evolutiva necesita de muchas circunstancias especiales que resultan imposibles de recopilar. En segundo lugar, dicha capacidad descansa en la división de un organismo en rasgos que resultan ineficaces dada la propia naturaleza del proceso: la evolución ve al organismo en su conjunto, no rasgos particulares desconectados. Finalmente, Dupré sugiere que dada la significativa presencia del azar en la selección natural, la identificación de una sola causa para la mejor adaptación de un rasgo resulta bastante difícil. La dificultad radica en la presencia de adaptaciones y exadaptaciones en el proceso evolutivo: rara vez la historia evolutiva se basa en las consecuencias adaptativas de un rasgo particular.
Con todos estos matices, la tesis principal de Dupré respecto a las consecuencias de la teoría de la evolución para las creencias religiosas es esta: la teoría de la evolución  implica que no tenemos buenas razones para creer en Dios.
Su punto de partida es empirista: ¿qué evidencia empírica confirmaría la existencia de Dios? Dupré centra su atención en el argumento del diseño que sostiene que la complejidad del mundo revela las huellas de un diseño de la que se infiere la existencia de un diseñador (Dios). En su análisis recurre a una nueva versión de la crítica clásica de Hume: la filosofía de la ciencia contemporánea sostiene que para aceptar una inferencia como verdadera debe ser considerada la mejor explicación de entre todas las posibles. La teoría de la evolución ofrece la explicación más clara y acorde a los fenómenos observados en la naturaleza, frente a la teoría del diseño. Para Dupré, “sin el argumento del diseño no queda nada del teísmo en general y del cristianismo en particular”.

## El lugar del hombre en la nueva cosmovisión. Raza, género y sexo
Esto nos obligaría a revisar el legado del cristianismo en nuestra cosmovisión. Por ejemplo, para Dupré la división entre el ser humano y el resto de seres vivos de la creación no es absoluta como sostiene el pensamiento religioso, pero sí más profunda de la que admiten científicos y filósofos.
En este sentido, los atributos humanos que lo diferencian fundamentalmente de otras especies son: el lenguaje, el pensamiento y la cultura, siendo la base el lenguaje, pues sin él es imposible desarrollar un pensamiento complejo y una cultura elaborada (muchos animales presentan sistemas de comunicación, pero no de esa complejidad). De ahí, que el lenguaje permita a las sociedades humanas desarrollar divisiones del trabajo y roles que han beneficiado nuestra trayectoria evolutiva. En otras especies existen estas divisiones, pero sin la complejidad que hace posible el lenguaje. Este atributo hizo que la vida humana se distanciara de la de nuestros parientes, sin que ello signifique que los animales no posean conciencia o pensamiento.
La clave biológica del desarrollo de lenguaje, pensamiento y cultura se encontraría en el cerebro. Sin embargo, nuestro cerebro, como órgano adaptable a las condiciones de su entorno, no ha evolucionado en exceso desde el pleistoceno y es en ese periodo (en su contexto) donde se han de buscar las claves para entender la conducta del hombre actual más allá de cualquier determinismo biológico y genético (como el de la psicología evolutiva).
Dupré es igualmente crítico con el reduccionismo biológico a propósito de los conceptos de raza y género. Para empezar, defiende que el concepto de raza carece de sentido desde el punto de vista biológico. Mientras que podemos hablar de ecotipos (subpoblación genéticamente diferenciada que está restringida a un hábitat específico), la mayoría de las personas cometen el error de interpretar capacidades de un ecotipo como una capacidad característica de una comunidad entera. Para Dupré, hay capacidades que están relacionadas con rasgos sometidos a una fuerte selección entre ecotipos (capacidad atlética), mientras que otros se relacionan con el desarrollo de características complejas (la inteligencia) como resultado de la interacción constante entre atributos biológicos y el entorno.
Por otro lado, Dupré no duda en trazar una distinción entre sexo y género. Por su parte, el sexo distingue macho y hembra atendiendo a distinciones biológicas mientras el género distingue hombre y mujer atendiendo a conductas sociales (que difieren entre distintas culturas). Consecuentemente, el sexo y el género pueden darse separadamente. La psicología evolutiva sostiene que el macho y la hembra interpretan el papel de hombre y mujer (en tanto que estereotipos) como una estrategia impuesta por la biología para obtener el éxito reproductivo. Según Dupré, el pensamiento evolutivo no ayuda a entender las diferencias de género, sino que debemos, nuevamente, atender a factores ambientales.

## Críticas
Dos son las principales contribuciones de Dupré en su análisis de la evolución: la lucha de ésta con el creacionismo en su forma del diseño inteligente y su crítica al reduccionismo que se pretende hacer desde la Psicología evolutiva a la hora de explicar el comportamiento humano y sus posibles causas. Dos aspectos en los que todos parecen estar de acuerdo aunque con matices.
La teoría del diseño inteligente, para Orione, introduce un componente teleológico en la evolución, un finalismo absolutamente lejano a Darwin, quien defendía la importancia del azar en el proceso evolutivo. Por su parte, el intento de la psicología evolucionista de explicar la conducta humana como un proceso evolutivo que responde a la selección natural no aporta evidencia empírica. Una teoría de la evolución que sigue suscitando a día de hoy controversias. Según Fajardo, en la obra de Dupré hay cuestionamientos que invitan al lector a hacer propios ciertos interrogantes, como la utilidad de los estudios sobre la evolución, la implicación de la evolución para el teísmo y el conocimiento de la naturaleza y el comportamiento humanos. Resalta que Darwin ha dejado un legado esencial para interpretar el mundo en que vivimos ya que sobre la evolución, coincidiendo con Dupré, hay temas que están lejos de generar controversia porque están bien aceptados. La claridad de su análisis lo alejaría de los dos clásicos conflictos que envuelven la teoría de Darwin: darwinistas contra antievolucionistas, y darwinistas entre sí. Según Peterson, para Dupré la evolución sería un hecho establecido mas no el único. En este punto, Dupré se alejaría de la visión de Dawkins, que considera la evolución centrada en los genes; y se aproximaría a la visón de Gould, que la consideraba multinivel. 
Sin embargo, el análisis de Dupré no está exento de matices. Para Derksen,su planteamiento tiene dos errores principales. Los argumentos en contra de la psicología evolutiva son mayormente teóricos y bastante generales, sin discutir afirmaciones concretas provenientes de dicha disciplina ni aportar ejemplos empíricos que harían su crítica más convincente. El segundo es que, siendo éste un libro de divulgación, le faltaría el punto de ingenio presente en otras obras del género para resultar más atrayente, quedando finalmente como oportunidad fallida de popularizar unas visión más "sensata" de la evolución. Levy, en la misma línea, plantea que no es tan evidente, a partir del desarrollo de Dupré, que no se pueda establecer ninguna relación de causalidad fisiológico-psicológica, por débil que sea. Para Levy no es descartable que la evolución jugase un papel limitado en la moral a través de las ligaduras que impondría en el desarrollo de las emociones. En lo que respecta al carácter incompatible del binomio religión-evolucionismo, secunda la afirmación de Dupré de que la teoría de la evolución hace la hipótesis de Dios innecesaria aunque disiente en la simetría de dicha afirmación. Puesto que la existencia de Dios puede ser postulada sin contener ninguna implicación para el mundo observable, la fe es compatible con la aceptación de la teoría de la evolución. Un trato desdeñoso por parte de Dupré con la religión que parece defender Robertson que critica también que Dupré considere que el argumento teleológico sea el único dado para sostener la creencia en Dios, y pase por alto otros autores y los argumentos cosmológico y ontológico.